# Martin Seeliger
Martin Seeliger (* 1984) ist ein deutscher Soziologe und Autor. Er leitet die Abteilung Wandel der Arbeitsgesellschaft an der Universität Bremen.

## Werdegang
Nach Schulbesuch in Aachen, Goch, Los Angeles, Vancouver und Bochum sowie Zivildienst (ebenfalls in Bochum) studierte Seeliger Sozialwissenschaften, Philosophie und Geschichte an der Ruhr-Universität Bochum, wo er 2009 das Bachelor-Examen machte und 2011 den Master-Abschluss. 2016 wurde er am Max-Planck-Institut für Gesellschaftsforschung in Köln promoviert. Nach Tätigkeiten als wissenschaftlicher Mitarbeiter an der Friedrich-Schiller-Universität Jena und der Europa-Universität Flensburg war er Vertretungsprofessor Soziologie der Organisation und der Kultur an der Leuphana Universität Lüneburg und dann wissenschaftlicher Mitarbeiter an der Universität Hamburg. Seit August 2021 ist er Leiter der Abteilung I Wandel der Arbeitsgesellschaft am Institut für Arbeit und Wirtschaft der Universität Bremen. Seeliger gehört zu den Herausgebern des im Juli 2023 erstmals erschienenen Journal of Political Sociology.
Seeliger spielt in der Punk-Band „Die Shitlers“ und veröffentlichte mit dieser mehrere Alben. Ihr letztes Album This is Bochum, not L.A. erschien im Jahr 2017.
Gemeinsam mit Panik Panzer, Mitglied der Band „Antilopen Gang“, verfasste Seeliger dessen Biografie Der beste Mensch der Welt, die 2023 erschien.

## Schriften (Auswahl)

### Monographien
- Soziologie des Gangstarap. Popkultur als Ausdruck sozialer Konflikte. 2. Auflage, Beltz Juventa, Weinheim 2022, ISBN 978-3-7799-7016-3.
- Verhandelte Globalisierung. Studien zur Internationalisierung von Wirtschaft und Kultur. Springer VS, Wiesbaden 2019, ISBN 978-3-658-26371-3.
- Gewerkschaftspolitik im 21. Jahrhundert. Internationale Perspektiven auf ein umkämpftes Terrain. Springer VS, Wiesbaden 2018, ISBN 978-3-658-21788-4.
- Die soziale Konstruktion organisierter Interessen. Gewerkschaftliche Positionsbildung auf europäischer Ebene. Campus, Frankfurt 2017, ISBN 978-3-593-50786-6.

### Herausgeberschaften
- Mit Philipp Lorig,  Virginia Kimey Pflücke: Arbeit in der Kritischen Theorie. Zur Rekonstruktion eines Begriffs, Mandelbaum, Berlin, Wien 2024, ISBN 978-3-99136-057-5.
- Mit Wolfgang Menz: Soziologie der Arbeit. Ein Reader, Suhrkamp, Berlin 2024, ISBN 978-3-518-30002-2.
- Mit Raja Möller und Fabian Wolbring: 20 Jahre »Mein Block«. Interdisziplinäre Perspektiven auf ein popkulturelles Ereignis. Beltz Juventa, Weinheim/Basel 2024, ISBN 978-3-7799-7997-5.
- Mit Marc Dietrich: Deutscher Gangsta-Rap III. Soziale Konflikte und kulturelle Repräsentationen, Transcript, Bielefeld 2024, ISBN 978-3-8394-6055-9 (Open Access als PDF).
- Mit Johannes Kiess, Jenny Preunkert und Joris Steg: Krisen und Soziologie, Beltz Juventa, Weinheim/Basel 2023, ISBN 978-3-7799-6942-6.
- Strukturwandel der Arbeitsgesellschaft. Beltz Juventa, Weinheim/Basel 2023, ISBN 978-3-7799-6950-1.
- Mit Janis Ewen und Sarah Nies: Sozialpartnerschaft im digitalisierten Kapitalismus. Hat der institutionalisierte Klassenkompromiss eine Zukunft? Beltz Juventa, Weinheim/Basel 2022, ISBN 978-3-7799-7060-6.
- Mit Sebastian Sevignani: Ein neuer Strukturwandel der Öffentlichkeit? Nomos, Baden-Baden 2021, ISBN 978-3-8487-7171-4 (Leviathan-Sonderband).
- Mit Julia Gruhlich: Intersektionalität, Arbeit und Organisation. Beltz Juventa, Weinheim/Basel 2020, ISBN 978-3-7799-6104-8.
- Mit Johannes Kiess: Zwischen Institutionalisierung und Abwehrkampf. Internationale Gewerkschaftspolitik im Prozess der europäischen Integration. Campus, Frankfurt am Main 2018, ISBN 978-3-593-50973-0.
- Mit Philipp Meinert: Punk in Deutschland. Sozial- und kulturwissenschaftliche Perspektiven. Transcript, Bielefeld 2013, ISBN 	978-3-8376-2162-4.